# Batterij van Gatteville
De batterij van Gatteville was een kustbatterij in Normandië tijdens de Tweede Wereldoorlog. Het complex werd door Organisation Todt, nabij het Franse dorp Gatteville-le-Phare, gebouwd. De batterij was gelegen in de Saire-vallei en moest de kleine haven van Barfleur verdedigen. De Duitsers hadden de batterij bewapend met vier 155 mm kanonnen, die werden beschermd door kazematten. Daarnaast was er een vuurgeleidingsbunker aanwezig en waren er ook enkele schuilkelders en munitieopslagplaatsen.
Tijdens de Tweede Wereldoorlog werd de batterij flink gebombardeerd. Echter, doordat de kanonnen noordwaarts gestationeerd stonden, vormden ze tijdens de geallieerde landing op 6 juni 1944 geen bedreiging voor de Amerikaanse troepen op Utah Beach.